# ミナハサ族

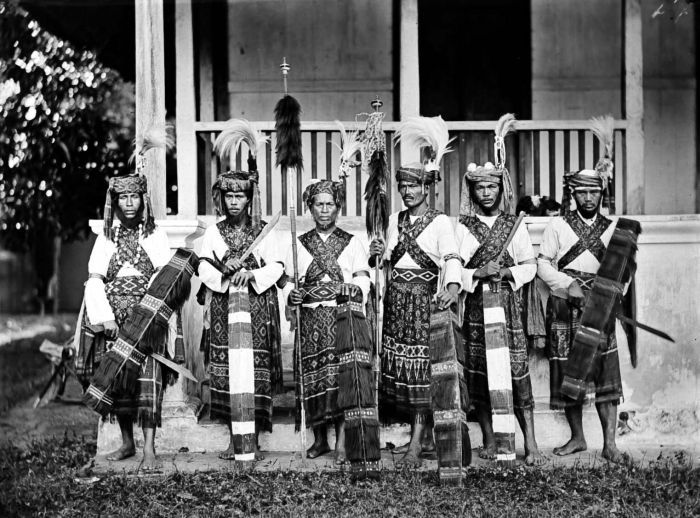
ミナハサ族の戦士

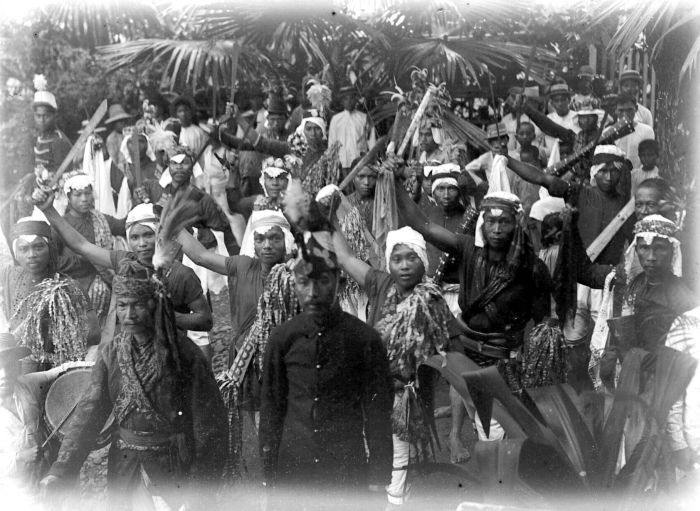
ミナハサ族の男たち

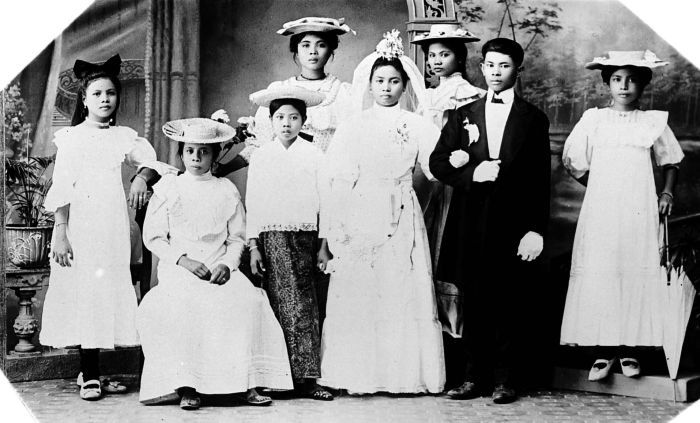
ミナハサ族の結婚

ミナハサ族（Minahasa）はインドネシアスラウェシ島のミナハサ半島に居住するマレー系民族。メナド人とも。

## 概要
地理や言語（方言）の差異により大きく8グループに分類される。共通して焼畑耕作、水田耕作によるトウモロコシ、ラッカセイ、キャッサバ、サツマイモの栽培を行う。米は副次的食糧である。オランダ植民地時代にキリスト教が流入し、プロテスタント信仰が浸透しており、約90%がキリスト教徒となった。伝統的に農地は個人所有形式となっており、結婚後は夫婦一方の土地を選択し、残りを家族へ帰納する。人口は約70万人。

## 言語
オーストロネシア語族に属し、インドネシア語派フィリピン語系のミナハサ語を解する。ザンギル諸島に居住する民族と同じく、発声等はフィリピン・ミンダナオ島の言語に近しい。19世紀はじめにマレー語が移入され、学校教育などによる普及が行われていた。

## 社会
ボラーン・モゴンドウ族と対立関係にあり、1679年、彼らの侵略に対抗するため、オランダ東インド会社と相互援助協定を締結し、オランダ文化が取り入れられたことにより、混合文化が発生した。